# باشگاه فوتبال سوکوتای
باشگاه فوتبال سوکوتای (انگلیسی: Sukhothai F.C.) یک باشگاه فوتبال در استان سوکوتای، تایلند است.
این باشگاه که در سال ۲۰۰۹ تأسیس شده در سال ۲۰۱۶ قهرمان جام حذفی فوتبال تایلند شده است.